# Abbas ibn Ali

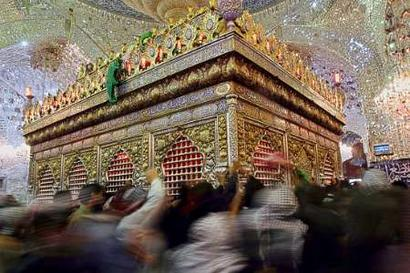
Abbas ibn Alis helgedom i Karbala.

Abbas ibn Ali (arabiska:  العباس بن علي بن أبي طالب), född 15 maj 647 (4 sha'ban 26 AH), död 10 oktober 680 (10 muharram 61 AH) vid Karbala i Irak, var en shiitisk martyr.
I slaget vid Karbala var han en av de få som stred för sin halvbror Husayn ibn Ali och stupade i slaget när han försökte hämta vatten. För denna lojalitet är han vördad av shiiter som en martyr. På den plats i Karbala, där han enligt legenden dog och begravdes, står nu Abbas helgedom. Tillsammans med den närliggande Husayn ibn Alis helgedom är den ett viktigt mål för shiitiska pilgrimsfärder, särskilt på årsdagen av slaget vid Karbala.
Han var son till Ali ibn Abi Talib och Fatimah bint al-Hizam Kilabiyyah (även känd som Ummul Banin, vilket ungefär betyder "sönernas mor"). Han hade tre bröder, Abdullah ibn Ali, Jafar ibn Ali och Uthman ibn Ali.